# William C. Oates
William Calvin Oates (30 de novembro ou 1 de dezembro de 1835 – 9 de setembro de 1910) foi um militar e político dos Estados Unidos, coronel confederado durante a Guerra Civil Americana, Brigadeiro-general no exército dos EUA durante a guerra hispano-americana e 29º governador do Alabama de 1894 a 1896.

## Início da vida
Oates nasceu no Condado de Pike no Alabama, filho de William e Oates (Sellers) Sarah, de uma família de agricultores pobres. Aos 17 anos de idade, acreditando ter assassinado um pessoa em uma briga violenta, fugiu para Florida. Oates tornou-se um andarilho, fixando-se no Texas por vários anos antes de retornar para o Alabama, com a insistência do seu irmão John, que tinha sido enviado pela família para localizá-lo. Então estudou direito e passou no exame e, em seguida, iniciou a prática jurídica em Abbeville.

## Guerra civil

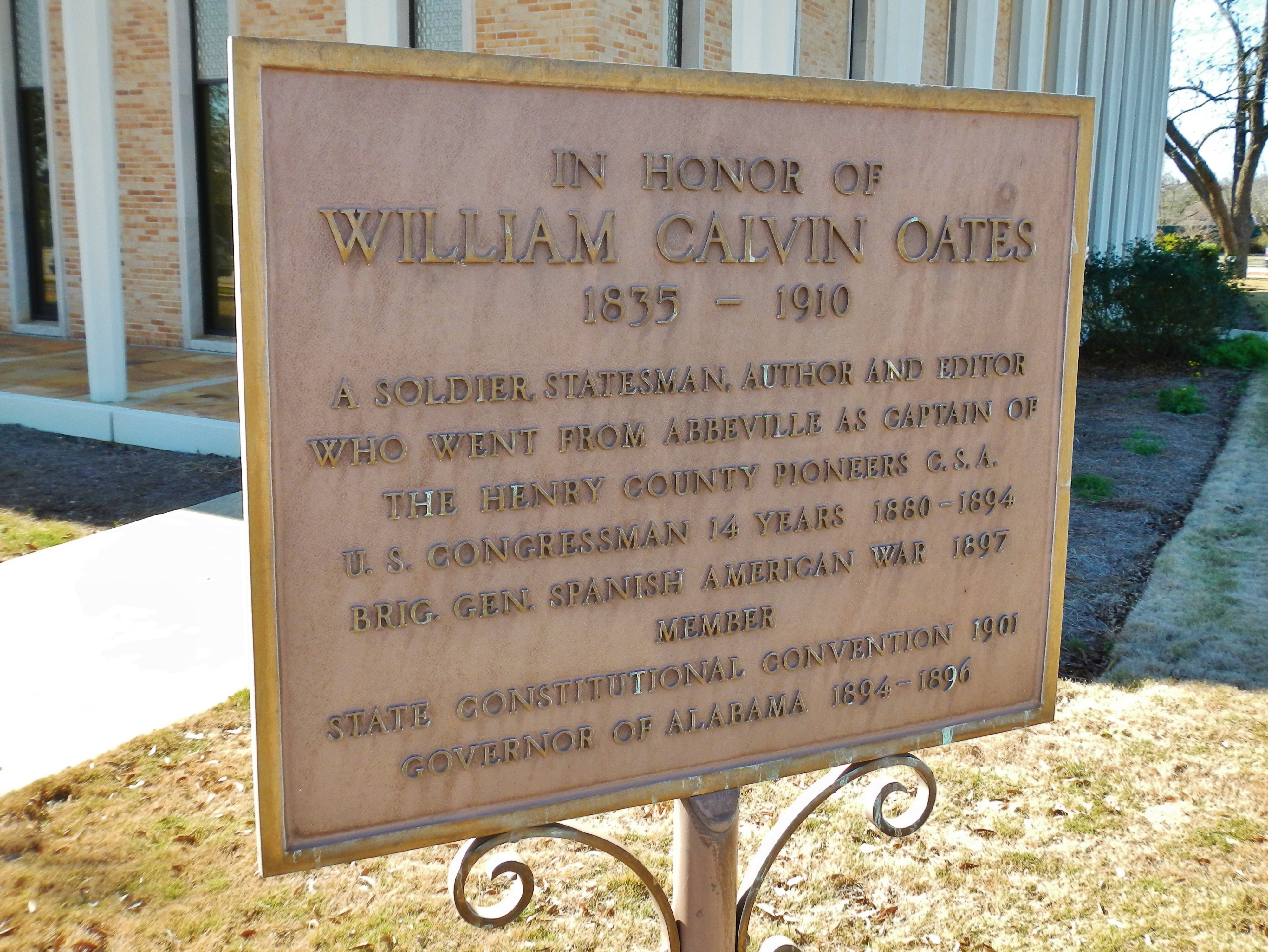
Um marco histórico homenageando Oates ao lado da Corte do Condado de Henry em Abbeville, Alabama.

Oates entrou para o exército dos Estados Confederados em 1861, então tornou-se o comandante do 15º Regimento de infantaria do Alabama na Primavera de 1863. Ele lutou na batalha de Gettysburg, conduzindo as suas tropas em uma série de incursões sobre o Little Round Top, onde seu irmão John foi morto. Isto tornou-se uma memória de guerra significativa de Oates, como ele acreditava que se o seu regimento fosse capaz de tomar o Little Round Top, então o exército da Virginia do Norte poderia ter vencido a batalha e possivelmente marchado para tomar Washington, D.C., Oates mais tarde afirmou que, se até mesmo um único Regimento de confederados adicional se juntassse ao combate, o ataque poderia ter sido bem sucedido, reposicionando o flanco da União e ameaçando todo o exército do Potomac.
Oates afirmou:
A habilidade do Coronel Joshua Chamberlain, a persistência e grande coragem dos seus homens salvou Little Round Top e o exército de Potomac de derrota. Se mais um Regimento de confederados tivesse invadido pela extrema-esquerda do exército do Potomac, com o 15º do Alabama. "... quando se reposicionasse completamente o flanco e vencido Little Round Top, o que teria forçado toda esquerda de Meade para rendição". Filosoficamente, concluiu que "grandes eventos às vezes viram assuntos relativamente pequenos".
Oates participou na batalha de Chickamauga, Wilderness, e Spotsylvania Court House. Após a transferência para o 48º regimento do Alabama, ele foi ferido perto de Petersburg na Virgínia, perdendo seu braço direito, encerrando sua carreira militar ativa.

## Após a guerra
Oates retomou para advocacia no Condado de Henry, Alabama, então serviu como um delegado à Convenção Nacional Democrata de 1868. De 1870 a 1872, ele era um membro da Câmara dos representantes do Alabama. Em 1880, ele foi eleito para a Câmara dos representantes dos Estados Unidos, onde exerceu sete mandatos consecutivos. Oates casou com Sarah Toney de Eufaula em 28 de março de 1882, tendo um filho, William Calvin, Jr., que posteriormente se juntou ao pai no escritório de advocacia.
Em 1894 em uma difícil campanha Oates foi eleito governador do Alabama. Dois anos mais tarde, ele tentou sem sucesso garantir a sua indicação como candidato de seu partido para o Senado dos Estados Unidos. Presidente William McKinley designou Oates como um general de brigada em 1898 que atuou na guerra hispano-americana. Ele voltou para seu escritório de advocacia e administração de bens imóveis. Ele tentou, sem sucesso, ter um monumento erigido em Gettysburg para seus companheiros antigo 15º regimento de infantaria do Alabama, incluindo seu irmão morto em combate.
Oates morreu em Montgomery e está enterrado no cemitério Oakwood.

## Ler também
- LaFantasie, Glenn W. Gettysburg Requiem: The Life and Lost Causes of Confederate Colonel William C. Oates. New York: Oxford University Press, 2005. ISBN 978-0-19-517458-8.
- Oates, William C. The War Between the Union and the Confederacy and Its Lost Opportunities. Dayton, OH: Morningside Bookshop, 1974. OCLC 1199018. First published 1905 by Neale Publishing Co.

## Fonte da Tradução
- Este artigo foi inicialmente traduzido, total ou parcialmente, do artigo da Wikipédia em inglês cujo título é «William C. Oates».